# Voie unique à trafic restreint
 (décembre 2015).
Si vous disposez d'ouvrages ou d'articles de référence ou si vous connaissez des sites web de qualité traitant du thème abordé ici, merci de compléter l'article en donnant les références utiles à sa vérifiabilité et en les liant à la section « Notes et références ».

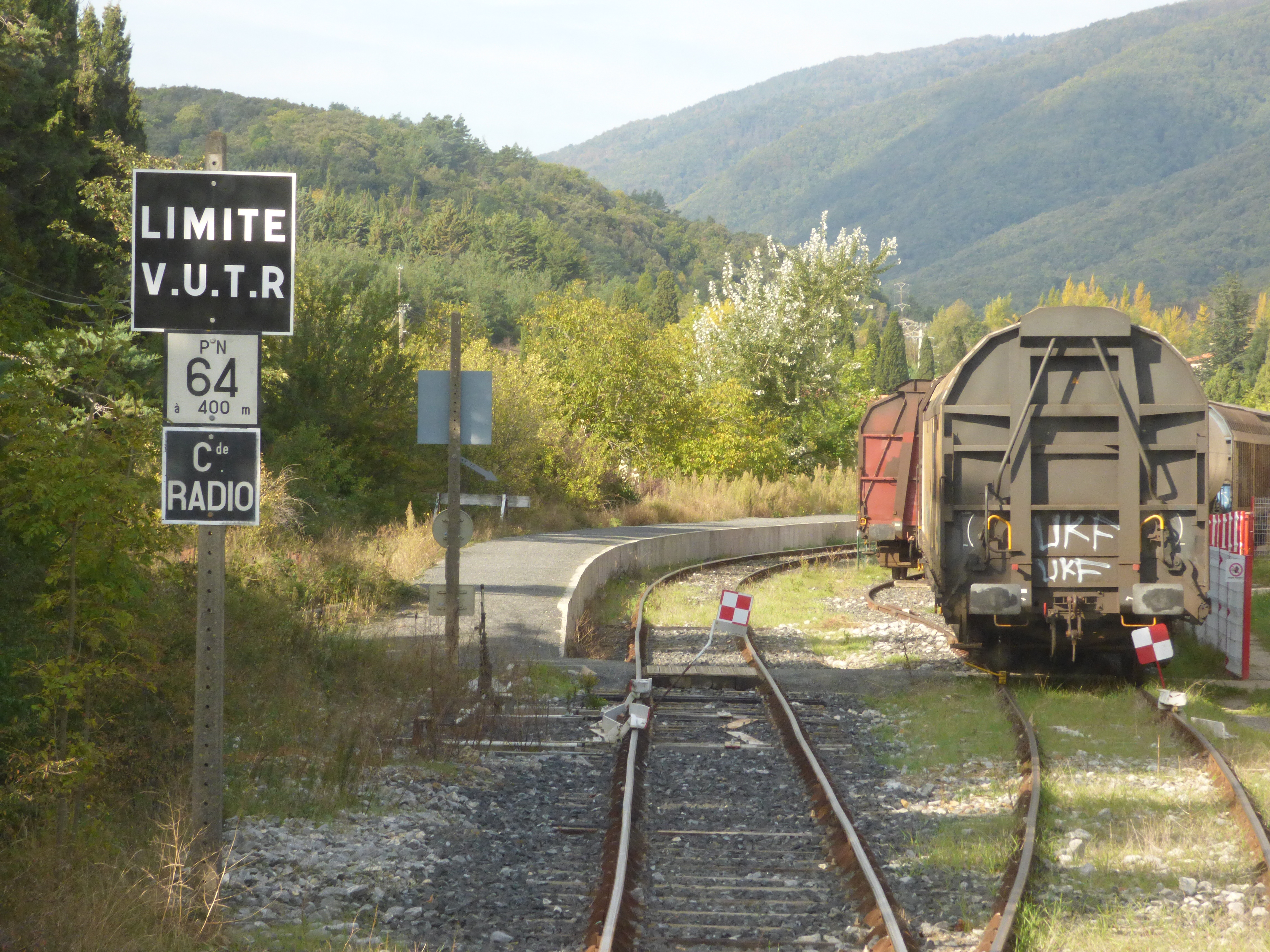
Limite VUTR

La voie unique à trafic restreint (VUTR)  est un règlement d'exploitation régissant la circulation des trains du réseau ferré national français sur des lignes à très faible trafic ne justifiant pas l'investissement d'un système de signalisation. Ces lignes ne peuvent pas être parcourues par des trains de voyageurs : elles sont donc réservées au fret, et sont réglementées par le texte de référence RRG21009 (S 04 B)

## Signaux
Sur ce type de ligne aucune signalisation n'est nécessaire pour faire circuler les trains, sauf pour matérialiser l'entrée ou la sortie de la ligne.

## Trafic
Une ligne exploitée sous le régime de la VUTR ne peut recevoir plus de 4 trains par jour. Aucun train de voyageurs n'y est admis.

## Conduite
Toutes les informations nécessaires sont inscrites dans une consigne de ligne. Un agent d'accompagnement sera présent sur chaque circulation afin de donner les renseignements relatifs à la sécurité de la circulation. Une seule circulation est admise donc les risques de rattrapage ou de nez à nez sont théoriquement écartés.

## Documents
- Arrêté du 23 juin 2003 relatif à la réglementation de sécurité applicable sur le réseau ferré national et modification dudit arrêté le 17 juin 2009, Journal officiel de la République française
- Principes d'exploitation des lignes à voie unique à trafic restreint, 11 décembre 2016, SNCF Réseau.
- Capacité d’infrastructure des lignes à voie unique, RFN-IG-TR 01 B-01-n°002, 4 mai 2010, Réseau ferré de France